# 安徽省蚌埠第一中学
安徽省蚌埠第一中学，简称蚌埠一中，是安徽省重点中学，安徽省示范性中学。学校由中華人民共和國成立前的三所私立中学合并而成，于1949年更名为蚌埠市第一中学，现坐落于蚌埠市胜利路中段。

## 历史
1949年2月蚌埠市由中国共产党人民政府接管后，将原民國政府所办的三所公立学校合并，改称蚌埠中学。1951年2月改称安徽省皖北区蚌埠第一中学。蚌埠一中于1953年被省政府确定为首批十所省重点中学之一。
文化大革命蚌埠一中被全盘否定，1970年2月，在原址恢复办学。

## 教师队伍
| 蚌埠一中教师队伍 | |
| 科目             | 教师姓名 |
| 语文             | 卢华英、张建华、邹乐顺、邵奎元、张瑞溪、程莉、宋同兰、秦思澄、吴正苗、秦志华、程万忠、陈新、朱怀珠、卓民、吴瑞恒、钱丽萍、王自节、贺联芳、谷博文、耿杰、蒋莉莉、张美云、徐宁、李静、孙立彬、曹伟、孙羽、崔北湖                               |
| 数学             | 王哲一、赵玉华、吴志国、郑一中、张瑞江、孙维建、蒋晓康、付大平、林娇华、徐贵民、高惠琦、谢娆、展红黎、阎海军、李华、戴冒生、武志强、余金钰、安勇、李勇、陈怀敏、程静、王静、王晖、程静、王静、宋满、林荣艳、朱克莲、徐杰、居洋、赵亮、姚钟磊 |
| 英语             | 杨连学、唐燕玲、尹宝松、陈熹、张仰华、林晓燕、张若琴、田夕华、赵军、范昱红、李为昊、王琼、倪明、彭浩、张卫兵、孙勇、刁萍、王蕾蕾、辛群英、赵宏（已逝）、安中妹、吴继红、马宏娟、龙研霓、徐红丽                                               |
| 物理             | 谭志鹏、徐苏军、袁维新、孙尚廉、周田栋、彭金书、谭志鹏、徐苏军、潘坤成、陈奇、刘新珍、高凯、张兆昌、周化冰、蒋群芳、闫秀英、王德昌、戴辉、屈东辉、郑韩军、张传娣、周坤                                                                       |
| 化学、生物       | 谢仁钰、穆嘉庆、潘 毅、叶正华、关桂兰、穆嘉庆、龚克明、王兰、张云昌、程爱闺、陈虎、孙莉菌、杨箐、陈芳、孙文君、刘胜刚、郭盛、孙浩、闻友乾、吴涛、吴红艳、詹昌玲                                                                              |
| 政治             | 蔡世堂、高瑞华、武孝华、吴光球、许峰、曹冬梅、郑姗姗、张兰、王小丽、王维杰 |
| 历史、地理       | 程世新、王志选、吴英蓉、朱铮、周化敏、贺广明、柳明、周红霞、蒋涛、徐玲、倪相群、王善友、施海涛、杨娜、杨娜、李云静、彭小黎、刘平、张田芳 |

## 历任校长
- 第一任：居荟民
- 第二任：杜仲和
- 第三任：唐绩溪
- 第四任：刘家玉
- 第五任：邱厚生
- 第六任：窦巍
- 第七任：杨立桂
- 第八任：王阳春
- 第九任：李文政
- 第十任：方先进
- 第十一任：汤健伟
- 第十二任：庄大传[2]
- 第十三任：洪顺刚
- 第十四任：芮立斌